# إدوارد سمارت
إدوارد سمارت (بالإنجليزية: Edward Smart)‏ هو عسكري ودبلوماسي أسترالي، ولد في 23 مايو 1891 في كيو ‏ في أستراليا، وتوفي في 2 مايو 1961.